# 九十九夜電玩原聲帶
《九十九夜電玩原聲帶》是電子遊戲《九十九夜》的原聲大碟，由日本TEAM Entertainment於2006年製作，並於同年5月24日發行。
該項專輯邀請了知名的土耳其音樂家Pinar Toprak負責監督與混音的部份，並與日本動漫音樂家保本真吾、中村隆之一起進行創作。
由於《九十九夜》是一款以史詩與戰爭為主體的電子遊戲，因此專輯監督Pinar Toprak也和日本的保本真吾、中村隆之特別選出了兩首知名的古典音樂（新世界、四季「夏」第三樂章）進行混音。

## 作曲及負責曲目
- Pinar Toprak：1, 2, 9, 12, 14, 15, 16
- 保本真吾：2, 4, 5, 16
- 中村隆之：2, 3, 6, 7, 8, 11, 13, 16
- ：2
- 安東尼奧·維瓦第：8

## 曲目一覽表
1. Theme From Ninety-Nine Nights (N3) [2:25]
  - 九十九夜開頭動畫主題音樂。
2. From the New World: Molto Vivace (Eternal Mix) [3:01]
  - 「聖都法哈陵」關卡音樂。
  - 混音來源：Antonin Leopold Dvorak: Symphony No.9 in E minor, Op.95 'From the New World': Molto Vivace
德弗札克：E小調第九號交響曲「新世界」，作品95，第三樂章─活潑的甚快板。
3. Comes Off Run There [3:35]
  - 「黑爾普村」、「溫迪克近郊」關卡音樂。
4. Hammerfall [3:51]
  - 「要塞都市法爾肯」關卡音樂。
5. Spiral Maze! [3:33]
  - 「阿發里亞山脈」關卡音樂。
6. Carry Wind Out [3:18]
  - 「艾維爾山脈」、「溫迪克要塞」關卡音樂。
7. Destroys Evil Completely [4:33]
  - 「冰霜之門」關卡音樂。
8. The Four Seasons "Summer" Presto (Eternal Mix) [2:55]
  - 「法爾薩爾城堡」關卡音樂。
  - 混音來源：The Four Seasons Concerto In G Minor, "Summer", RV315 Presto
韋瓦第：「四季」G小調第二號協奏曲，RV315「夏」第三樂章─急板
  - 維基共享資源的原始音樂參考資訊（可以點入試聽）
9. Ninety-Nine Nights (N3): The Defender of Truth [4:59]
  - 「弗利亞平原」關卡音樂。
10. Place Where They Live [4:44]
  - 「亞菲瓦爾森林」關卡音樂。
11. Eyes of Evil [4:06]
  - 「魔界」關卡音樂。
12. Ninety-Nine Nights (N3): Tokyo Remix [2:27]
  - 九十九夜廣告宣傳音樂。
  - 東京電玩展時使用。
13. Before the War [2:08]
  - 關卡選取背景音樂。
14. Ninety-Nine Nights (N3): From A Distant Forest [2:05]
  - 主選單、人物選擇背景音樂。
15. Ninety-Nine Nights (N3): The Arrival [3:10]
  - 九十九夜片尾音樂、任務過關評價後的背景音樂。
16. The Four Seasons "Winter" Allegro [3:09]
  - 玩家角色敗北或死亡、米菲過關片尾背景音樂。

## 外部連結
- Ninety-Nine Nights Original Soundtrack（页面存档备份，存于） - （日語）